# Anna Greta Ståhle
Anna Margareta (Anna Greta) Ståhle, född Norlin 31 januari 1913 i Stockholm, död 7 mars 2006 i Lidingö, var en svensk danskritiker och författare. Hon skrev framförallt i Dagens Nyheter.

## Biografi
Anna Greta Ståhle levde hela sitt liv på Lidingö i en familj där vetenskap, språk, konst och kultur var vardag. Hennes far professor Evert Norlin var avdelningschef vid Statens provningsanstalt och hennes mor Karin Norlin, född Lundevall, var lärare på Tysta skolan. Anna Greta Ståhle var gift med Carl Ivar Ståhle, som var professor i nordiska språk och ledamot av Svenska Akademien. Hon fick tre barn, Barbro Ståhle Sjönell, Anna Karin Ståhle-Varney och Lars Ståhle.
Efter studentexamen och studier på Stockholms högskola började Anna Greta Ståhle 1942 på Dagens Nyheter. Många brev och telefonkontakter hade hon med författare som Harry Martinson och Hans Ruin, som båda försåg tidningen med söndagsbetraktelser. Under drygt tio år, 1954–1966, var hon teater-, musik- och filmsidans redaktör. Danskritiken fortsatte hon med i ytterligare ett decennium. Som danskritiker fick Anna Greta Ståhle vara med om stora förändringar på den svenska dansscenen. Hon hade själv dansat hos Lalla Cassel, och hon tog även privatlektioner för Nina Koslovski, bland annat för att lära sig balettens terminologi.
Anna Greta Ståhles intresse för scenkonst rörde inte enbart den svenska och europeiska. Hon reste till Asien, bland annat till Japan flera gånger, för att lära sig om andra traditioners scenkonst. Boken "Klassisk japansk teater", 1976, tillhör fortfarande gruppen nödvändig litteratur för den som vill fördjupa sig i japansk scenkonst, dess historia, stilar och olika uttryck.
År 1979 utkom Balett på Stockholmsoperan, som hon skrev tillsammans med Mary Skeaping som varit balettchef på Kungliga Teatern 1953–1962. Skeaping skrev om baletten i Stockholm från den gustavianska eran till början av 1900-talet och Anna Greta Ståhle skildrade tiden från 1920 och skrev även om Svenska baletten även om kompaniet inte tillhörde Kungliga Teatern.
Anna Greta Ståhle var även engagerad i cirkusens värld och i marionetteater. Hon satt i Marionetteaterns styrelse och var en viktig motor i bildandet av Akademien för Cirkuskonstens Bevarande i Sverige (Cirkusakademien) 1973 vars direktör hon var mellan åren 1976–1978 och 1984–1991.
Anna Greta Ståhle fortsatte efter pensionen att föreläsa såväl vid Stockholms universitet som vid Danshögskolan (numera Dans och Cirkushögskolan). Hon medverkade i flera encyklopedier som Nationalencyklopedin, Myggans nöjeslexikon och International Encyclopedia of Dance. År 1976 tilldelades hon Carina Ari-medaljen.
Anna Greta Ståhle dog 2006 och är begravd på Lidingö kyrkogård.